# Psychiatrisches Intensivbett

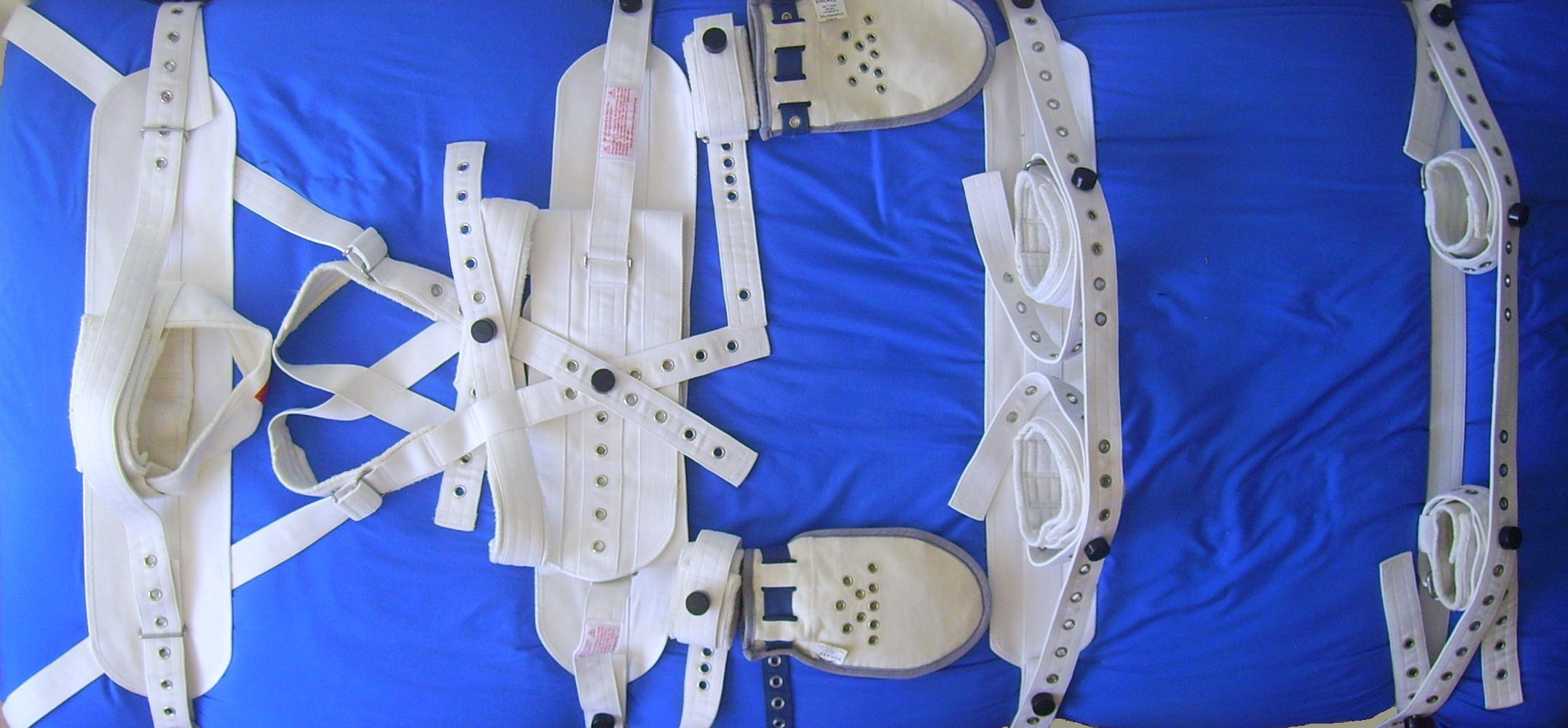
Fixierbett

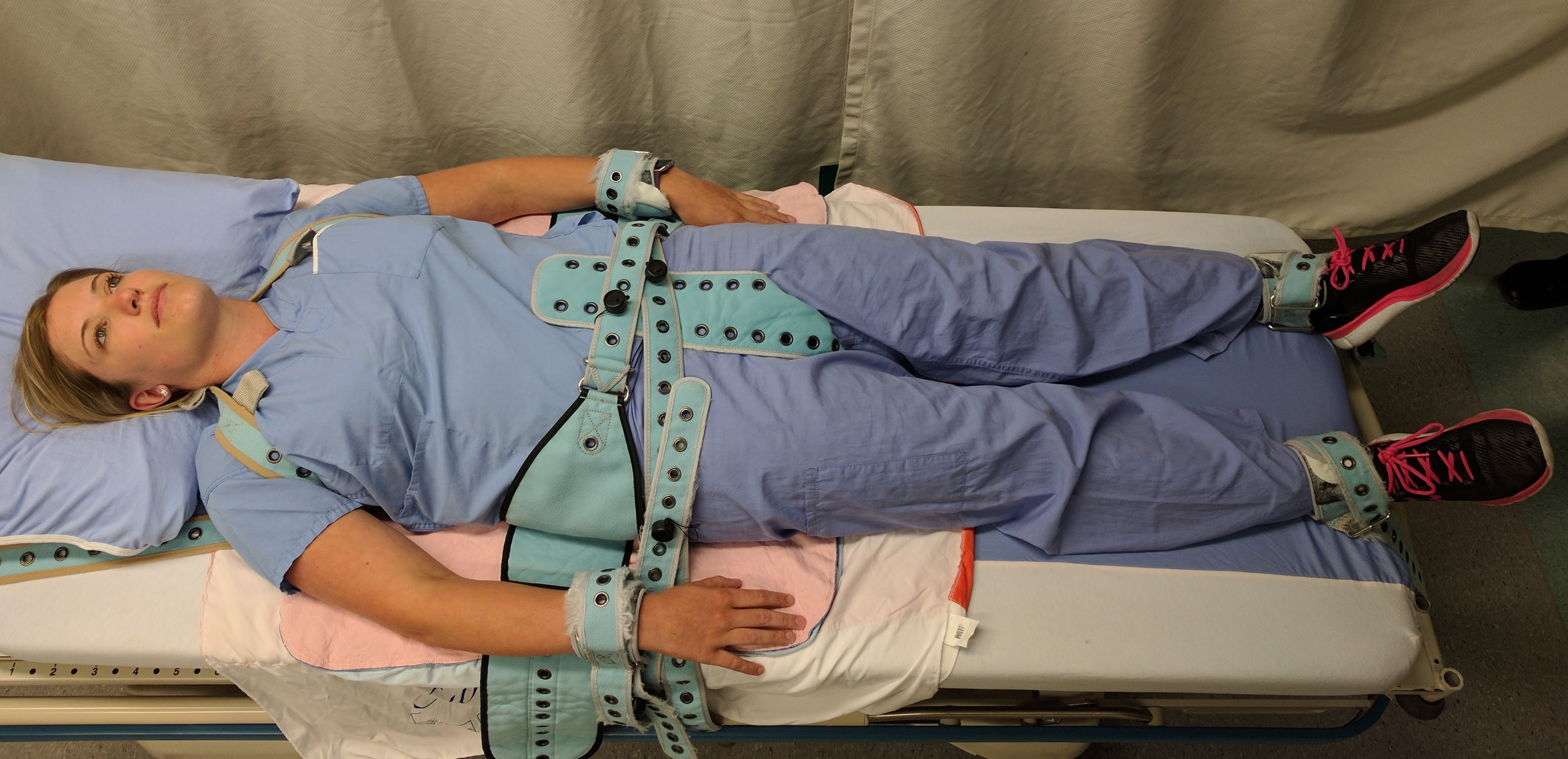
Fixierbett mit Person

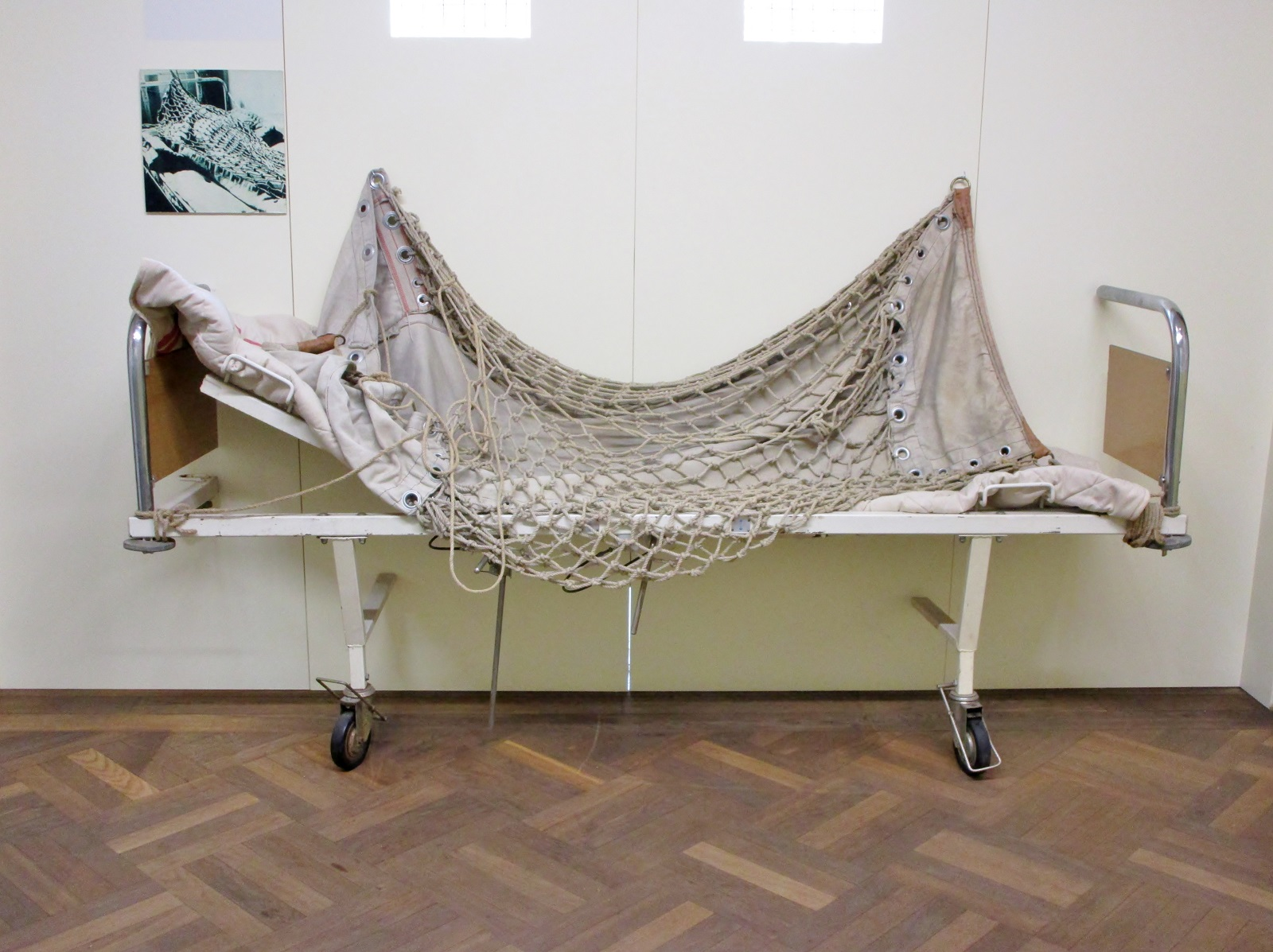
Variante eines Krankenbetts mit Netz

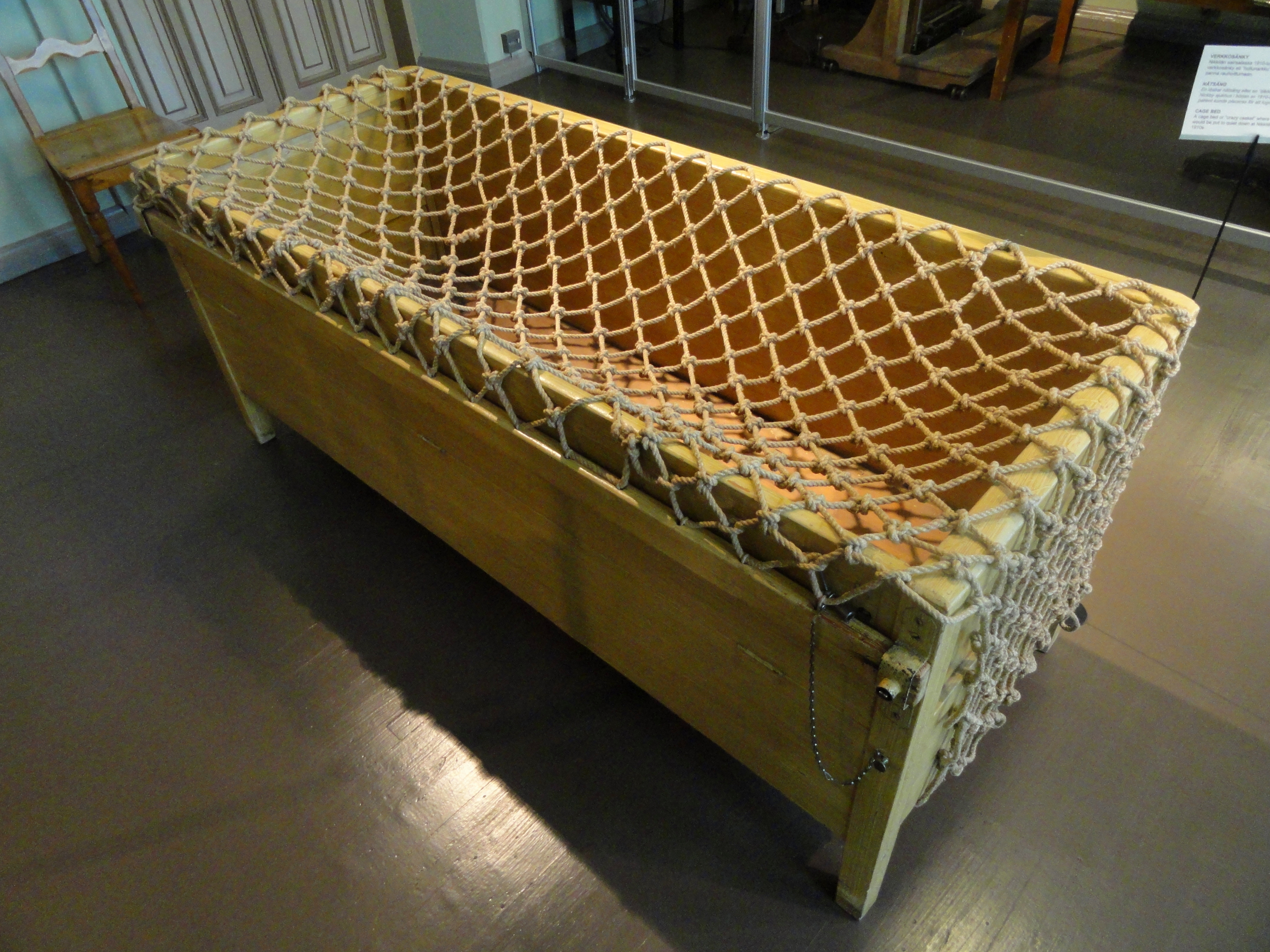
Netzbett für Geisteskranke, Schweden, 1910, (Zwangsbett)

Als psychiatrisches (PIB), teils auch geriatrisches oder Netzbett wird ein spezielles Krankenhausbett oder Pflegebett bezeichnet, das mit Netzen umgeben ist und nach oben hin geschlossen ist und auch Vorrichtungen zur körperlichen Fixierung eines Patienten enthalten kann. Diese Maßnahmen dienen zum Schutz vor Selbst- und Fremdgefährdung des und durch den Patienten. Ihre Verwendung stellt im juristischen Sinne eine Freiheitsberaubung dar, da der Patient das Bett nicht ohne Hilfe von außen verlassen kann. Es ist eine Weiterentwicklung des Zwangsbettes.
Auch Ausführungen von Babybetten werden oft als „Netzbett“ bezeichnet, obwohl sich die Babybetten durch das Fehlen des oben abdeckenden Netzes von psychiatrischen Intensivbetten unterscheiden.
Im intensivmedizinischen Bereich sind ganz andere Typen von Intensivbetten üblich.

## Eigenschaft als Medizinprodukt
Netzbetten sind wie alle Krankenhausbetten Medizinprodukte und müssen als solche die daran gestellten Anforderungen erfüllen, in Deutschland seit Mai 2021. Dies wird in der Europäischen Medizinprodukte-Verordnung (Medical Device Regulation, MDR) geregelt.

## Verwendung und Nutzen
Eine Studie des Herstellers Posey, die 2017 in American Nurse Today publiziert wurde, zeigte, dass eine geschlossene räumliche Umgebung, wie beispielsweise ein Netzbett, ein wirksames Mittel ist, um die Agitation von Patienten mit Schädel-Hirn-Trauma zu verringern und so die Verletzungsgefahr zu reduzieren. Netzbetten helfen demzufolge, Patienten mit Schädel-Hirn-Trauma oder andere beeinträchtige Patienten zu beruhigen. Danach werden diese wieder in einem normalen Krankenbett weiterversorgt.
In den Niederlanden sind Netzbetten (Tentbed) 2016 in den Pflegestandard unter Punkt 5 VBI-Score 4 vom Niederländischen Pflegeverband V&VN aufgenommen worden. Sie helfen bei der Reduzierung von körpernahen Fixierungen und bei der therapeutischen Behandlung von Patienten. Im niederländischen Pflegestandard wird zudem auf positiven Studien und Patientenbeispiele verwiesen.
Neurowissenschaftler und Gerontologen fanden in Studien heraus, welches in den Niederlanden in der Zeitschrift für Geriatrie in 2015 publiziert worden ist, das Verhaltensprobleme und Aggressivität von Patienten mit dem Einsatz von Netzbetten zurückgegangen ist. Patienten waren besser ausgeruht und konnten besser schlafen. Chemische Fixierungen konnten stark reduziert oder ganz gestoppt werden. Es konnte durch den Einsatz der Netzbetten der Gesundheitszustand von Patienten verbessert werden.
Das niederländische Gesundheitsministerium hat eine nationale Umfrage in allen geriatrischen Kliniken in Auftrag gegeben. Die Ergebnisse aus dem nationalen Fragebogen aus den 77 geriatrischen Kliniken hat ergeben, dass durch den Einsatz von Netzbetten 66 % der Patienten weniger motorische Unruhe zeigten. 55 % der Patienten zeigten weniger Angstverhalten und 69 % der Patienten konnten besser schlafen. Durch den Einsatz der Netzbetten konnten 59 % der Einrichtungen das Verabreichen von Psychopharmaka reduzieren oder ganz einstellen.
Eine 6-monatige Beobachtungsstudie im Doctors Hospital (Columbus, Ohio) von Cindy Wagner (RN, BC, MS, CNS), welche von der Ethikkommission des Krankenhauses koordiniert und überwacht wurde, hat folgende positiven Ergebnisse durch den Einsatz von Netzbetten gezeigt: 84 % des Personals stellten fest, dass Unruhe von Patienten reduziert werden konnte; 100 % des Personals stellte fest, dass Patienten besser schlafen konnten. Stürze bei Patienten, welche mit Netzbetten behandelt wurden, konnten im gesamten Untersuchungszeitraum von 6 Monaten vermieden werden. Die Netzbetten wurden von Mitarbeitern und Angehörigen geschätzt.
Die Deutsche Krankenhausgesellschaft nennt das Netzbett als Beispiel für Best Practice im Umgang mit Demenzpatienten. In einem Artikel in Das Gelbe Blatt wurde das Netzbett (hier auch „Zeltbett“) für diese Patientengruppe als „Höhle der Geborgenheit“ bezeichnet. Seit dem Einsatz von Netzbetten habe sich die Lage von demenzerkrankten Patienten im Klinikum Penzberg verbessert. Netzbetten seien eine Innovation und könnten das Fesseln von Patienten am Bett reduzieren. Das Wohn- und Pflegeheim Kessler Handorn in Kaiserslautern, das Gewinner des Gestaltungspreises 2017 und für die vorbildliche Mitgestaltung für Menschen mit Demenz ausgezeichnet worden und Zertifiziert für Qualitätsmanagement für Menschen mit Demenz ist, empfiehlt Netzbetten in ihrer Milieutherapie als Leitfaden zur Gestaltung von stationären Pflegeeinrichtungen.

## Risiken, Kritik und Verbote
Der Einsatz von PIB ist in der Medizin wegen der limitierten Überwachungsmöglichkeiten für die Vitalparameter des Patienten teilweise umstritten und wird besonders bei Komplikationen mit Todesfolge stark kritisiert.
Mit Wirkung zum 1. September 2014 wurde ihre Verwendung in den psychiatrischen Abteilungen der Wiener Krankenhäuser abgeschafft. Für das gesamte Land Österreich trat ein Verbot zum 1. Juli 2015 in Kraft.